# Villamiel
Villamiel (fala nyelven Vilamel) település Spanyolországban, Cáceres tartományban. Villamiel Acebo, Hoyos, Cilleros, Valverde del Fresno és San Martín de Trevejo községekkel határos. Lakosainak száma 379 fő (2024).

## Népesség
A település népessége az elmúlt években az alábbi módon változott:
| Lakosok száma | 703  | 633  | 758  | 675  | 666  | 542  | 505  | 407  | 405  | 379  |
|               | 2001 | 2004 | 2006 | 2009 | 2011 | 2014 | 2016 | 2019 | 2021 | 2024 |